# Cottura

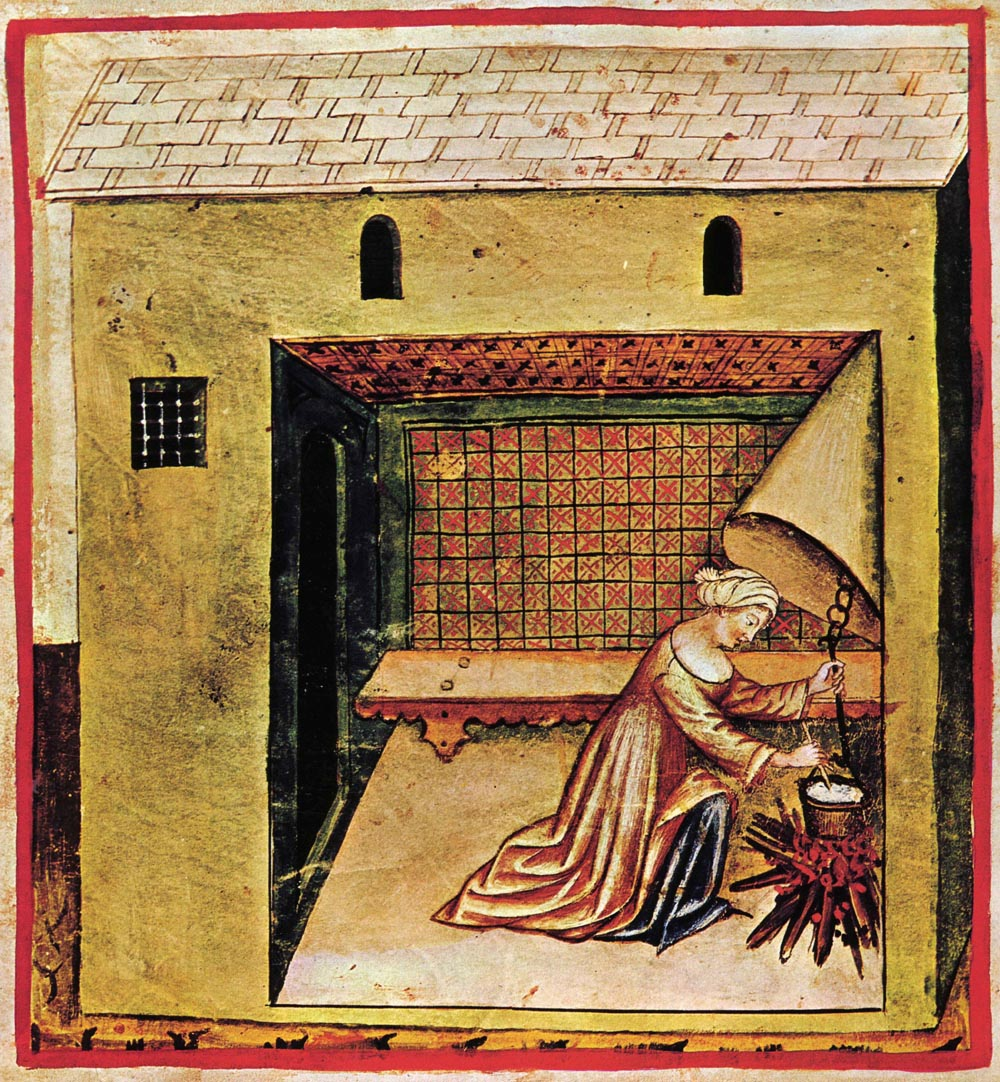
La cottura, Tacuinum sanitatis Casanatense (XIV secolo)

La cottura è un procedimento che consiste nell'esporre il cibo a fonti di calore, alterandone la consistenza e le proprietà organolettiche, e aumentandone la digeribilità.
La cottura dei cibi è una peculiarità che distingue gli esseri umani dalle altre specie animali. Questo trattamento è una diretta conseguenza della scoperta del fuoco e viene fatta risalire al paleolitico inferiore: in insediamenti di Homo erectus di Ciu Ku Tien in Cina sono stati trovati focolari di 400 000 anni fa. Secondo altri, la capacità di controllare prima e di produrre il fuoco poi andrebbero retrodatate fino a circa un milione di anni fa (ritrovamenti in Sudafrica).

## Descrizione
La cottura risponde a diverse esigenze:
- altera la consistenza e il sapore;
- aumenta la digeribilità;
- elimina batteri, virus e animali (per esempio le uova dei parassiti Taenia solium e Taenia saginata) presenti nel cibo;
- trasforma alcune sostanze tossiche rendendo commestibili cibi altrimenti nocivi.

A determinate temperature, pH e tempi di cottura, ha anche l'effetto di ridurre l'assorbimento di alcune vitamine del cibo, riducendone la biodisponibilità e il valore nutrizionale.
Per le proteine, la denaturazione riduce il valore biologico, mentre favorisce la loro coagulazione-solidificazione aumentano la percentuale e i tempi di assorbimento in stomaco e intestino.
100 °C è la temperatura ideale consigliata per l'eliminazione dei batteri (ad esempio pastorizzazione casalinga del latte, temperatura di cottura della pasta), mentre per le proteine vale un discorso diverso in quanto poche proteine non vengono completamente denaturate fino ad annullarne le funzioni biologiche con una cottura superiore a 65 °C e prolungata nel tempo. Una proteina denaturata non è una proteina distrutta, conserva intatta la sua struttura primaria: la denaturazione fa parte della normale digestione e continua nello stomaco ad opera dell'acido cloridrico e nell'intestino tenue, ad opera di altri sali biliari. La cottura non prolungata dei cibi proteici è al contrario una predigestione che facilita il lavoro dello stomaco e i tempi di assorbimento.
La denaturazione inizia a 60°C: collagene nel tessuto connettivo della carne, albumina nelle uova, gelatinizzazione degli amidi; a 65°C inizia la coagulazione delle proteine del tuorlo, la denaturazione della mioglobina che conferisce il colore rosso alla carne, e grigio dopo l'ossidazione del ferro. Le proteine dell'albume con la cottura solidificano e il loro assorbimento intestinale cresce dal 50 al 92%, e si evita il rischio di infezioni batteriche.

## Tipi di cottura
Esistono vari sistemi di cottura:
- Con esposizione per irraggiamento alla fonte di calore degli alimenti
- Al forno elettrico, a gas, a legna, a microonde
- Arrostitura: esposizione diretta alla fiamma o tramite una griglia, una piastra (di metallo o pietra) o uno spiedo
- Bagnomaria
- Bollitura: immersione dell'alimento nell'acqua in ebollizione. È una delle cotture più usate in cucina
- Brasatura: è una tecnica mista, in quanto prevede prima la rosolatura con un grasso, poi il proseguimento della cottura con un liquido
- Stufatura: cottura in umido fatta in casseruola sul fuoco a calore moderato
- Frittura: immersione o esposizione superficiale a un grasso (burro, oli, strutto) ad alta temperatura (140–180 °C)
- A vapore: cottura in un recipiente chiuso che permetta il passaggio del vapore dell'acqua in ebollizione all'alimento, evitando il contatto tra l'acqua e l'alimento
- A bassa temperatura: tecnica che consiste nel cuocere gli alimenti a temperatura costante ricompresa tra i 50 e i 60 °C. Con la cottura a bassa temperatura l'alimento si cuoce attraverso il ricircolo del calore. Non vi è dispersione di succhi, umori e principi nutritivi. Le carni restano più tenere e sugose.

## Dispositivi per la cottura

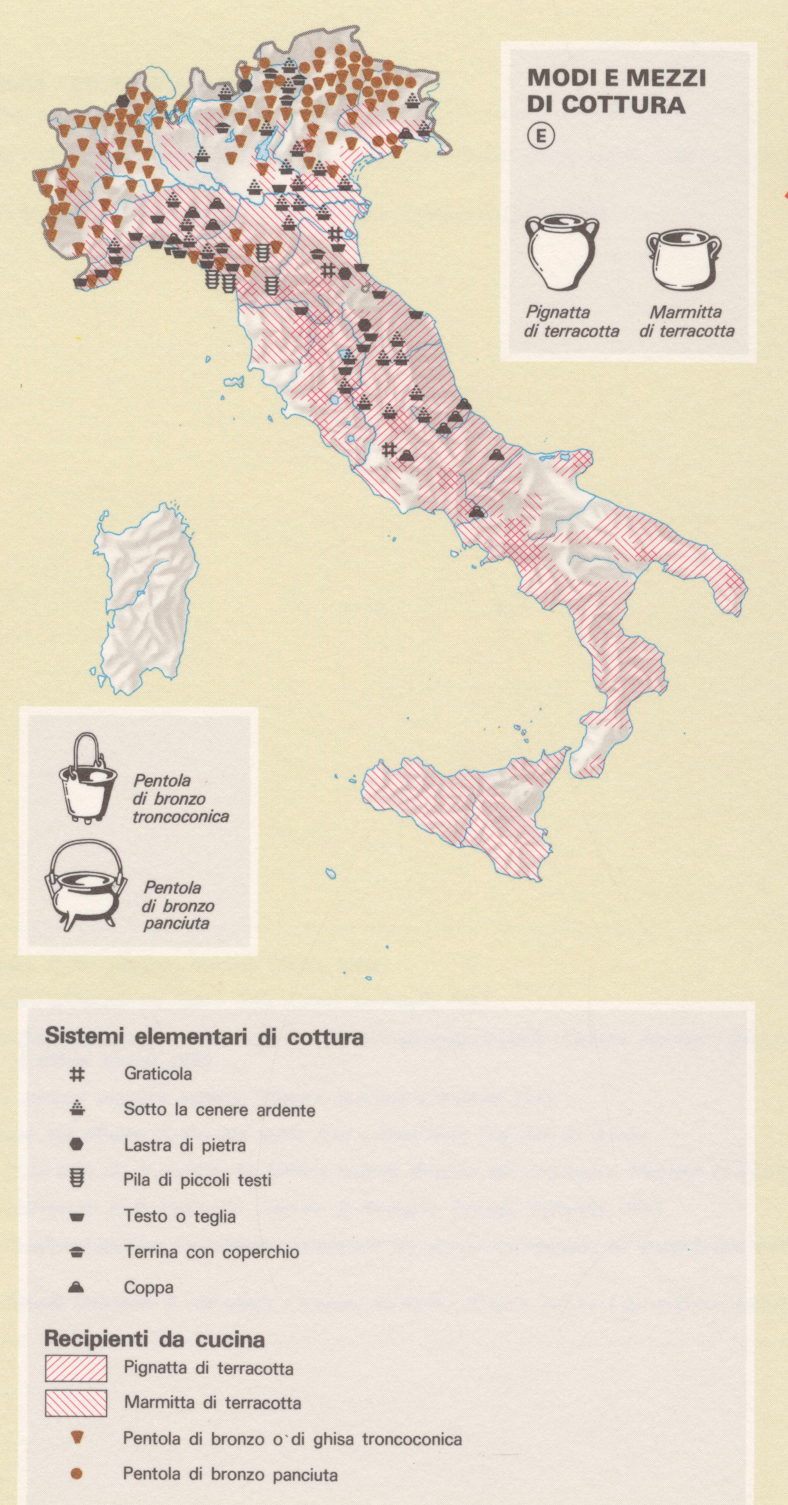
Modi e mezzi di cottura tradizionale in Italia.

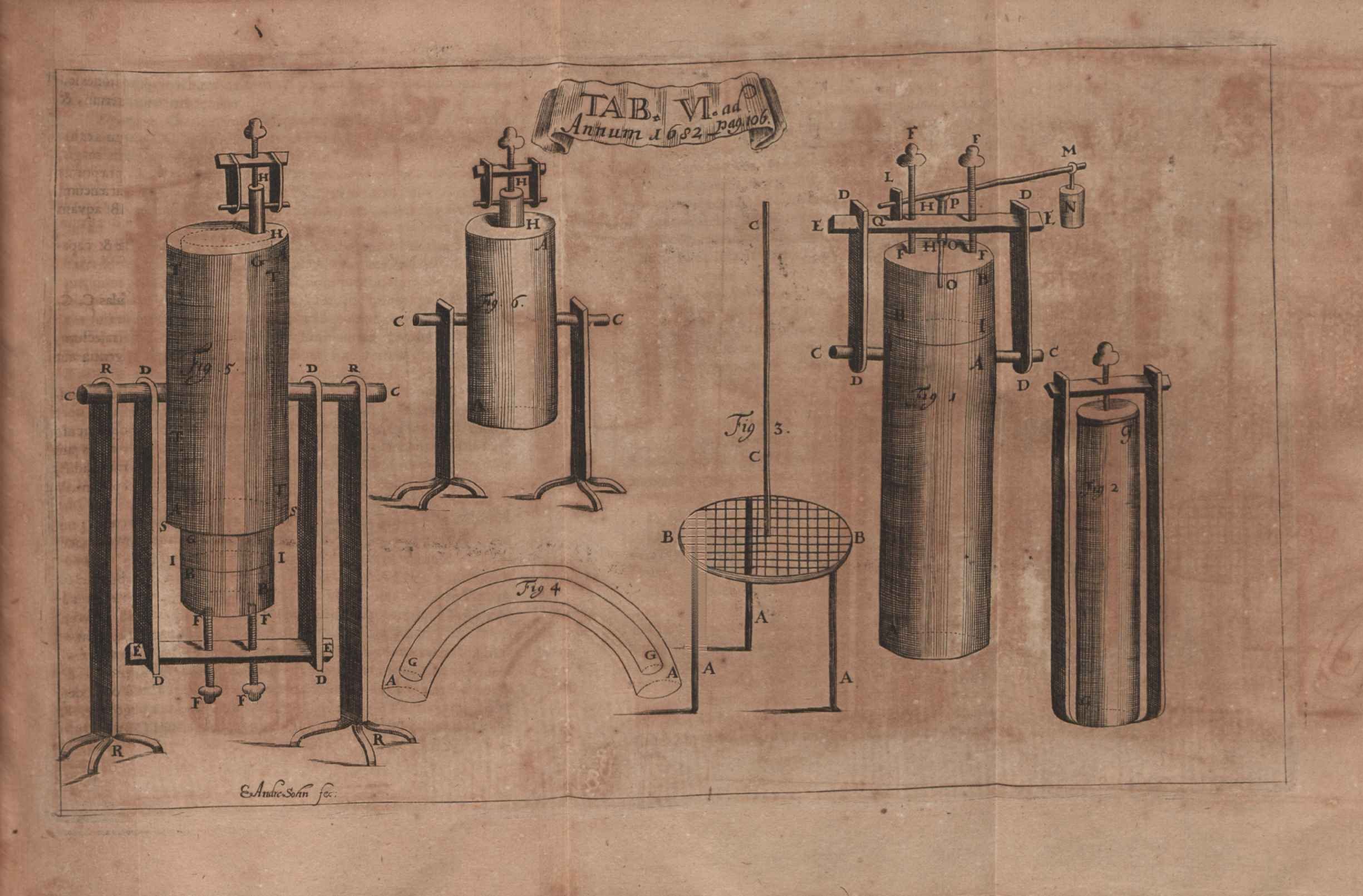
Illustrazione alla recensione dell'opera di Denis Papin A New Digester or Engine for Softaing Bones pubblicata negli Acta Eruditorum, 1682

I dispositivi per la cottura sono moltissimi: sono cambiati nel corso dei secoli e si differenziano a seconda delle culture.
I mezzi per procurare il calore (o l'energia nel caso del forno a microonde) necessario alla cottura sono:
- la combustione di legna, carbone, gas (GPL o metano)
- l'irradiazione da resistore
- l'esposizione a microonde

Gli utensili che separano il cibo dalla fonte di calore sono quanto mai vari. Ricordiamo tra gli altri:
Per l'esposizione alla fiamma
- Spiedo
- Griglia
- Piastra metallica
- Pietra
- Barbeque

Contenitori metallici
- Pentola
- Casseruola
  - Pentola a pressione
- Padella
  - Bastardella
  - Wok
- Vaporiera

Contenitori in terracotta
- Pignatta
- Terrina

Contenitori in porcellana o vetro da fuoco in pyrex
Tempi e temperatura, e il punto di fumo degli oli possono portare alla formazione di sostanze cancerogene come: ammine eterocicliche nella cottura delle carni, e acrilamide nella cottura degli amidi, in particolare nella frittura delle patatine.